# Dana Vavřačová
Dana Vavřačová (* 25. Juni 1954 in Jablonec nad Nisou, Tschechoslowakei) ist eine ehemalige tschechische Geherin, die bis 1992 für die Tschechoslowakei an den Start ging.

## Sportliche Laufbahn
Erste internationale Erfahrungen sammelte Dana Vavřačová vermutlich im Jahr 1985, als sie bei den Hallenweltspielen in Paris in 13:29,06 min den vierten Platz im 3000-m-Bahngehen belegte. Im selben Jahr gelangte sie bei den Geher-Team-Weltmeisterschaften auf der Isle of Man mit 47:41 min auf den zwölften Platz im 10-km-Straßengehen. Im Jahr darauf wurde sie bei den Europameisterschaften in Stuttgart in 48:46 min 13. über 10 km und 1987 wurde sie bei den Hallenweltmeisterschaften in Liévin in 13:07,47 min Vierte über 3000 m. Kurz darauf belegte sie bei den Hallenweltmeisterschaften in Indianapolis in 12:47,49 min ebenfalls den vierten Platz. Anfang September erreichte sie bei den Weltmeisterschaften in Rom in 46:10 min Zehnte über 10 km. Im Jahr darauf gewann sie bei den Halleneuropameisterschaften in Budapest in 12:51,08 min die Silbermedaille über 3000 m hinter der Spanierin María Reyes Sobrino. 1989 belegte sie bei den Halleneuropameisterschaften in Den Haag in 12:42,00 min den vierten Platz über 3000 m und kurz darauf gelangte sie bei den Hallenweltmeisterschaften in Budapest mit 12:40,51 min auf Rang neun. Im Jahr darauf wurde sie bei den Halleneuropameisterschaften in Glasgow in 12:28,76 min Vierte und 1997 wurde sie bei den Geher-Team-Weltmeisterschaften in Poděbrady in 52:33 min 103. über 10 km. 2000 beendete sie ihre aktive sportliche Karriere im Alter von 46 Jahren.
In den Jahren von 1984 bis 1987 wurde Vavřačová tschechoslowakische Meisterin im 10-km-Straßengehen.

## Persönliche Bestleistungen
- 10-km-Gehen: 46:10 min, 1. September 1987 in Rom
- 3000-m-Bahngehen: 12:28,76 min, 4. März 1990 in Glasgow (tschechischer Rekord)